# Individuelle Gesundheitsleistung
Die in Fachkreisen in Deutschland so genannten Individuellen Gesundheitsleistungen – kurz IGeL – sind Leistungen, für welche die Krankenkassen in der Bundesrepublik nicht leistungspflichtig sind oder deren Sicherstellung anderen Leistungserbringern obliegt, beispielsweise der gesetzlichen Unfall- oder Rentenversicherung. Dies gilt insbesondere für Leistungen, die nach der Entscheidung des Gemeinsamen Bundesausschusses in den Richtlinien nach § 92 SGB V von der Leistungspflicht der gesetzlichen Krankenversicherung ausgeschlossen wurden, weil sie über das vom Gesetzgeber definierte Maß einer ausreichenden, zweckmäßigen und wirtschaftlichen Patientenversorgung hinausgehen (sog. Übermaßbehandlung).
Diese Leistungen können von den Vertragsärzten und Privatärzten in Deutschland gegenüber gesetzlich versicherten Patienten nur im Rahmen einer Privatbehandlung gegen Selbstzahlung erbracht werden, über die mit dem Versicherten vor Beginn der Behandlung ein schriftlicher Behandlungsvertrag abgeschlossen wurde (§ 18 Absatz 8 Bundesmantelvertrag-Ärzte). Die Abrechnung richtet sich nach der Gebührenordnung für Ärzte (GOÄ).
Manche gesetzliche Krankenkassen bezahlen bestimmte IGeL auch, obwohl sie nicht zum Leistungskatalog der gesetzlichen Krankenversicherung gehören oder sie bieten diese Leistungen im Rahmen privater Zusatzversicherungen an.

## Klassifikation
Die Individuellen Gesundheitsleistungen lassen sich unterscheiden in:
- Leistungen, die von den gesetzlichen Krankenkassen nicht gezahlt werden, weil derzeit nach Ansicht des Gemeinsamen Bundesausschusses keine ausreichenden Belege für ihren Nutzen vorliegen. Dabei kann es sich um neuartige Leistungen handeln, die im Krankenhaus von den gesetzlichen Krankenkassen übernommen werden, aber nicht im ambulanten Bereich. Im Krankenhaus dürfen Leistungen zu Lasten der gesetzlichen Krankenkassen erbracht werden, solange sie nicht ausdrücklich ausgeschlossen werden. In der ambulanten Versorgung müssen Leistungen auf ihren Nutzen hin geprüft und ausdrücklich zugelassen werden, bevor die gesetzlichen Krankenkassen sie übernehmen. Deshalb werden solche Leistungen in der Arztpraxis häufig als IGeL angeboten.
- ärztliche Leistungen außerhalb des Versorgungsumfangs der gesetzlichen Krankenkassen wie z. B. medizinische Beratungen zu Fernreisen oder gutachterliche Bescheinigungen zur Flugtauglichkeit.
- Leistungen, für die kein Nutzenbeleg vorliegt, die aber auch keine bedeutsamen Schäden erwarten lassen, so dass das Verhältnis von Nutzen und Schaden mindestens ausgeglichen ist.
- von Patienten gewünschte Leistungen, die keine medizinische Zielsetzung haben, wie z. B. Schönheitsoperationen, wenn sie aus ärztlicher Sicht zumindest vertretbar sind.

Die verschiedenen IGeL-Listen sind nicht verbindlich. Es können auch andere Leistungen als IGeL bezeichnet werden und Ärzte können Zusatzleistungen anbieten, ohne sie IGeL zu nennen. Berechnungsfähig sind die im Gebührenverzeichnis zur GOÄ genannten Leistungen, außerdem die Analogleistungen gem. § 6 Abs. 2 GOÄ.
Das Wissenschaftliche Institut der AOK (WIdO) schätzte für 2014 das Volumen der Leistungen auf 1,03 Mrd. Euro.

## Ärztliche IGeL
Die häufigsten IGeL waren 2012 bzw. 2018:
| IGeL                                                  | Anteil 2012 | Anteil 2018 |
| ----------------------------------------------------- | ----------- | ----------- |
| Ultraschalluntersuchungen                             | 20,6 %      | 26,9 %      |
| Glaukom-Früherkennunung                               | 16,0 %      | 18,1 %      |
| Blutuntersuchungen/Laborleistungen                    | 12,3 %      | 11,1 %      |
| Verordnung Medikamente/Heil- und Hilfsmittel          | 07,6 %      | 09,9 %      |
| Ergänzende Krebsfrüherkennungsuntersuchung bei Frauen | 11,9 %      | 07,0 %      |
| Bestimmung PSA-Wert zur Prostatakrebsfrüherkennung    | 05,0 %      | 04,5 %      |
| Hautkrebsfrüherkennung                                | 08,3 %      | 04,2 %      |
| Knochendichtemessung                                  | 02,8 %      | 02,5 %      |
| Akupunktur                                            | 03,1 %      | 01,8 %      |
| Elektrokardiogramm                                    | 01,6 %      | 01,2 %      |
| Kosmetische Leistungen                                | 03,6 %      | 01,0 %      |
| Sonstige                                              | 09,0 %      | 11,5 %      |

Eine bevölkerungsrepräsentativ quotierte Onlinebefragung im Auftrag des damaligen Medizinischen Dienstes des Spitzenverbandes Bund der Krankenkassen e. V. (MDS) ergab Anfang 2020, dass die Augeninnendruckmessung zur Glaukom-Früherkennung sowie der Ultraschall der Eierstöcke und der Brust zur Krebsfrüherkennung die drei häufigsten IGeL sind. Acht von zehn IGeL wurden von den Ärztinnen und Ärzten angeboten, nur bei zwei von zehn IGeL haben Patientinnen und Patienten selbst danach gefragt. Befragt wurden 2.266 gesetzlich versicherte Personen im Alter von 20 bis 69 Jahren.

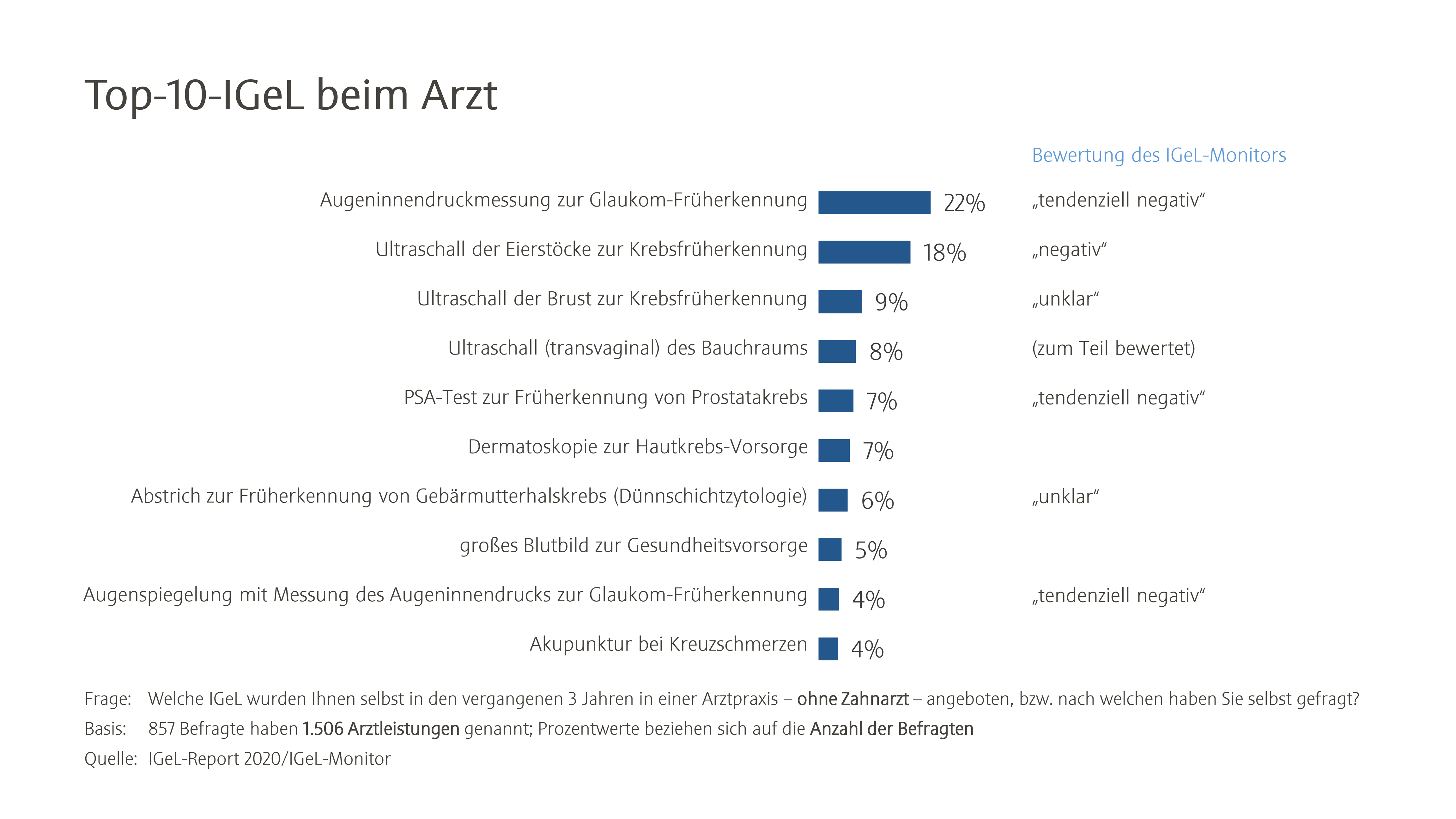
IGeL Report 2020, die 10 häufigsten IGeL in Deutschland (ohne Zahnarztleistungen)

Die Statistiken zur Nutzung zeigen übereinstimmend, dass unter den ärztlichen IGeL Untersuchungen zur Früherkennung („Vorsorge“) klar dominieren.

## Beispiele

### PSA-Bestimmung zur Prostatakrebs-Früherkennung
Die Bestimmung des PSA-Wertes ist nur als reine Screening-Untersuchung eine IGeL, wird aber bei entsprechendem klinischen Verdacht (auffällige Tastbefund der Prostata, Symptomatik) von den Krankenkassen übernommen. Der IGeL-Monitor des Medizinischen Dienstes Bund (MD Bund) bewertet den PSA-Test zur Prostatakrebs-Früherkennung als „tendenziell negativ“, da die Studienlage Hinweise auf einen Nutzen gibt, aber auch Belege für Schäden. Deshalb wurde in der Abwägung der Schaden (durch Fehlalarme und Überdiagnosen) höher gewichtet als der Nutzen.

### Dermatoskopie zur Früherkennung von Hautkrebs
Die „Dermatoskopie zur Früherkennung von Hautkrebs“ war über Jahre ein strittiges Thema zwischen Hautärztinnen bzw. Hautärzten und den Krankenkassen. Im April 2020 wurde die Abrechnung im Einheitlichen Bewertungsmaßstab (EBM) geändert. Seitdem ist die Untersuchung mit dem Auflichtmikroskop Bestandteil der normalen Hautkrebsfrüherkennung, die Versicherte über 35 Jahre alle zwei Jahre in Anspruch nehmen können. Sie darf daher nicht mehr als IGeL berechnet werden.

### Vaginaler Ultraschall zur Früherkennung von Eierstockkrebs
Zu den häufigsten IGeL-Angeboten beim Gynäkologen zählt der verdachtsunabhängige vaginale Ultraschall zur Früherkennung von Gebärmutterhals- und Eierstockkrebs. Dieser wird allerdings vom IGeL-Monitor mit „negativ“ bewertet. Denn mit Ultraschalluntersuchung sterben laut Studienauswertung gleich viele Frauen an Eierstockkrebs wie ohne Untersuchung, gleichzeitig werden Frauen durch Fehlalarme häufig unnötig beunruhigt und sogar eigentlich gesunde Eierstöcke entfernt. Auch die aktuelle S3 Leitlinie rät von Untersuchungen zur Früherkennung von Eierstockkrebs ab.

### Glaukomfrüherkennung
Bei der Augenerkrankung Glaukom (Grüner Star) wird der Sehnerv langsam, zunächst oft unbemerkt zerstört, was letztlich zur Erblindung des Betroffenen führen kann. Unter dem Begriff Glaukom-Früherkennung/ -Vorsorge werden verschiedene kostenpflichtige Untersuchungen angeboten. Teils wird damit nur die Augeninnendruckmessung bezeichnet, in anderen Fällen wird die Druckmessung mit der visuellen Untersuchung des Sehnervs kombiniert. Teilweise wird auch eine Gesichtsfeldbestimmung vorgenommen. Die verschiedenen Untersuchungsmethoden werden unterschiedlich bewertet. So wird die alleinige Augeninnendruckmessung zur verdachtsunabhängigen Glaukom-Früherkennung z. B. vom IGeL-Monitor als „tendenziell negativ“ bewertet, ebenso die Augenspiegelung in Kombination mit einer Augeninnendruckmessung. Sehr häufig werden Patienten in Augenarztpraxen aufgefordert sogenannte Verzichtserklärungen zu unterschreiben, d. h., sie sollen ihr Nein zur Glaukomvorsorge schriftlich bestätigen. Dazu sind sie aber nicht verpflichtet.

## Psychotherapie
Die zur kassenärztlichen Versorgung zugelassenen Psychotherapeuten können den gesetzlich Versicherten über die Leistungen der gesetzlichen Krankenkassen hinaus individuelle Gesundheitsleistungen anbieten. Das sind insbesondere von der Psychotherapie-Richtlinie des Gemeinsamen Bundesausschusses nicht erfasste Behandlungsformen.

## Zahnheilkunde
Im Bereich der Zahnheilkunde gibt es den Begriff der IGel-Leistungen nicht. Im Leistungskatalog der Gesetzlichen Krankenkassen sind diejenigen Leistungen abgebildet, auf die der Kassenpatient einen Anspruch hat (zahnärztliche Vertragsleistungen). Alle anderen Leistungen können auf Wunsch des Patienten zwischen Vertragszahnarzt und Patient vereinbart werden. Teilweise hat der Patient nur die Mehrkosten zu tragen. Das sonst geltende Zuzahlungsverbot in der GKV ist für diese Leistungen aufgehoben.
Der IGeL-Monitor des MD Bund (Medizinischer Dienst Bund) hatte die professionelle Zahnreinigung als Prophylaxe-Maßnahme für Karies und Parodontitis 2012 mit „unklar“ bewertet, da bisher weder ein eindeutiger Nutzen hinsichtlich der Zahngesundheit noch Hinweise auf Schäden belegt wurden. Dem widerspricht die Bundeszahnärztekammer und die Deutsche Gesellschaft für Zahn-, Mund- und Kieferheilkunde (DGZMK) in einer wissenschaftlich abgesicherten Patienteninformation. Ebenso schlossen sich den Aussagen des IGeL-Monitors die meisten gesetzlichen Krankenkassen nicht an. So führt beispielsweise die AOK auf ihrer Internetseite aus: „Eine PZR kann die notwendigen, täglichen häuslichen Mundhygienemassnahmen nicht ersetzen, wohl aber optimieren, indem sie – ähnlich einem ‚Frühjahrsputz‘ – alle länger vernachlässigten und/oder schwer zugänglichen Stellen im Gebiss reinigt. Je nach Intensität der persönlichen Zahnpflege und des individuellen Erkrankungsrisikos sollte eine PZR mindestens 2–4 mal pro Jahr erfolgen, wenn sie ihre präventive und therapeutische Aufgabe effektiv erfüllen soll.“
Eine aktuellere randomisierte Studie aus UK mit 1877 Teilnehmern konnte dagegen keinen Effekt zeigen.

## Bewertung
Der medizinische Nutzen von individuellen Gesundheitsleistungen für Patientinnen und Patienten ist umstritten.
Der Vorstandsvorsitzende der Kassenärztlichen Vereinigung Bayerns Axel Munte sagte: „Die Gesetzliche Krankenversicherung kann keine Optimalversorgung gewährleisten“, und daher sei eine Ergänzung durch IGeL sinnvoll.
Nach zwei Umfragen der Kassenärztlichen Bundesvereinigung (KBV), bei denen befragte Patienten u. a. angaben, dass sie sich von den Ärzten oft überrumpelt fühlten, mahnte der Chef der KBV seine Kollegen zu mehr Zurückhaltung bei kostenpflichtigen Behandlungen. Das hohe Vertrauen der Patienten in die Ärzte dürfe hierdurch keinen Schaden nehmen.
2006 hatte der 109. Deutsche Ärztetag in Magdeburg 10 Gebote zum Umgang mit IGeL beschlossen, die von den Landesärztekammern als Regeln übernommen wurden (z. B.). Sie betreffen: 1. Sachliche Information, 2. Zulässige Leistungen, 3. Korrekte und transparente Indikationsstellung, 4. Seriöse Beratung, 5. Aufklärung, 6. Angemessene Informations- und Bedenkzeit, 7. Schriftlicher Behandlungsvertrag, 8. Koppelung mit sonstigen Behandlungen, 9. Einhaltung von Gebietsgrenzen und Qualität, 10. GOÄ-Liquidation.
Nach Ansicht der Verbraucherzentralen sind nicht alle IGeL medizinisch sinnvoll. Auch nach Ansicht der ehemaligen Patientenbeauftragten der deutschen Bundesregierung, Helga Kühn-Mengel, bieten Ärzte zusätzliche Maßnahmen an, deren Nutzen häufig fragwürdig sei. Die Vorstandsvorsitzende des GKV-Spitzenverbandes der gesetzlichen Krankenversicherung kritisiert, dass es bei den IGeL vorrangig um wirtschaftliche Interessen von Ärzten und nicht um notwendige medizinische Leistungen für Kranke gehe.
Das 2012 gestartete Online-Portal IGeL-Monitor des Medizinischen Dienstes Bund (MD Bund) bewertet Nutzen und Schaden von IGeL nach wissenschaftlichen Kriterien. Dabei werden von den bislang 56 bewerteten Leistungen (Stand: Februar 2023) 0 mit positiv, 2 mit tendenziell positiv, 22 mit unklar, 25 mit tendenziell negativ und 4 mit negativ bewertet, 3 Bewertungen blieben ohne Fazit. 6 weitere IGeL wurden nicht bewertet, sondern nur besprochen.
Der ehemalige Vorsitzende der Deutschen Gesellschaft für Innere Medizin Johannes Köbberling bezeichnet IGeL als „intransparentes Gemisch entbehrlicher Leistungen“, das Medikalisierung und Überdiagnostik fördere. Der Verbraucherschützer Wolfgang Schuldzinski von der Verbraucherzentrale NRW nannte die meisten solcher Zusatzangeboten entweder „nicht zwingend erforderlich“, „schlicht überflüssig“ oder gar „medizinisch fragwürdig“. Aus Sicht der Verbraucherzentrale ist es besonders ärgerlich, wenn Ärzte sich das „Nein“ des Verbrauchers zu einer IGeL schriftlich bestätigen lassen, angeblich um sich von Haftungsrisiken freizustellen. Solche Formulare seien rechtlich nicht haltbar, indirekte Verkaufsstrategien und für Patienten mit erheblichem Druck verbunden. Sie sollten und müssten von ihnen daher nicht unterschrieben werden.
Das Internetportal www.igel-aerger.de wurde seit seinem einjährigen Bestehen von verärgerten Patienten bereits häufig genutzt. Rund 1.500 Meldungen sind eingegangen. Viele der Beschwerden stammen von Patienten, die sich von ihrem Arzt unter Druck gesetzt fühlen, eine kostenpflichtige Leistung in Anspruch zu nehmen.